# Горгона (остров, Колумбия)
Горгона (исп. Isla Gorgona) — остров вулканического происхождения в Тихом океане. Принадлежит Колумбии, административно относится к департаменту Каука. С 1985 года остров целиком с окружающей акваторией является национальным природным парком с одноимённым названием.

## География

Острова Горгона и Горгонилла

Остров расположен в 28 километрах от материка. Длина — 8,5 км, ширина — 2,3 км (в самой широкой части), площадь — 26 км². Высшая точка Горгоны — гора Серро-Ла-Тринидад (338 метров). Восточная часть острова пологая, на ней расположены несколько пляжей с белым песком, западная — обрывиста и скалиста. Чуть юго-западнее Горгоны расположен её «спутник» — остров Горгонилья (размер — 1,4 на 0,4 км, площадь — 0,5 км², высшая точка — 90 метров). Горгону от Горгонильи отделяет узкий пролив Таска. До землетрясения 31 марта 1983 года во время отлива можно было перейти с одного острова на другой бродом, но ныне пролив углубился. Недалеко от Горгонильи из воды вздымаются несколько скал, самая известная из которых называется El Viudo («Вдовец»).

### Климат

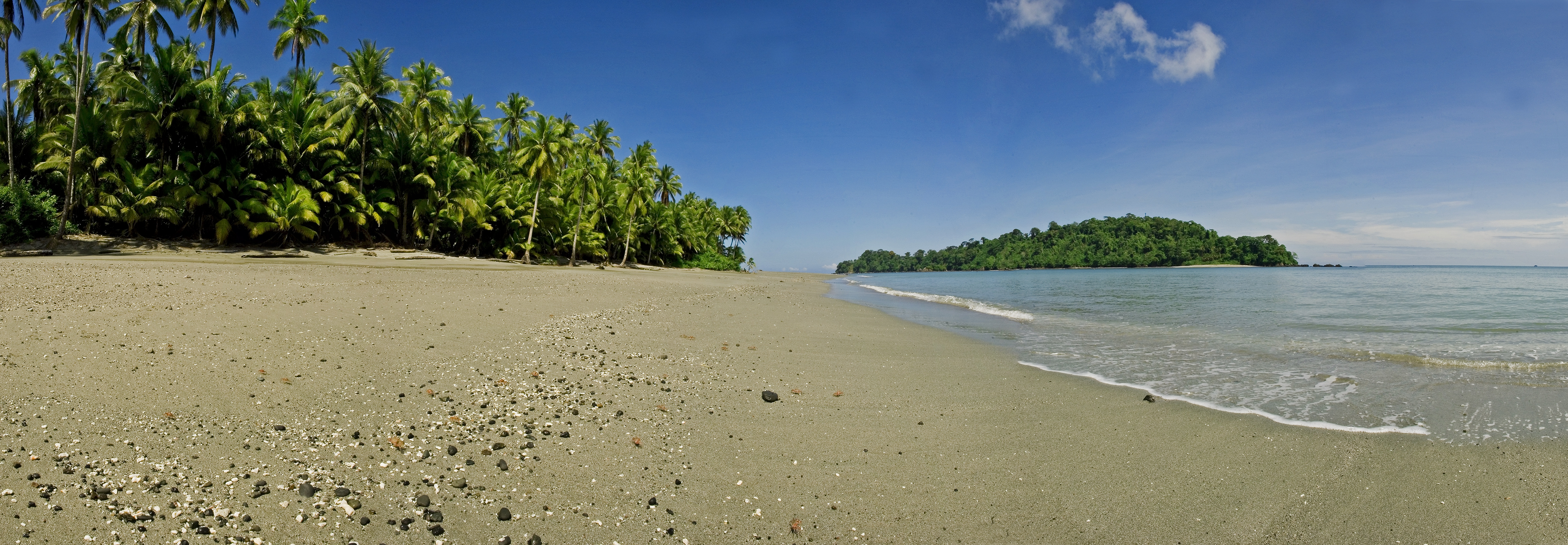
Пляж на острове Горгона

Среднегодовая температура воздуха — 27 °С, влажность — 90 %. Часты дожди и туманы, осадки составляют около 6700 мм в год. Наиболее дождливые месяцы — сентябрь и октябрь, относительно сухие — февраль и март. Температура воды у берегов — от 23 °С на глубине 25 метров до 27 °С на поверхности.

## Животный мир
Благодаря своей изолированности от материка на протяжении миллионов лет, на острове встречаются редкие виды животных и растений, многие из которых являются эндемиками Горгоны. Насчитывается 17 видов млекопитающих, 155 видов птиц (в т. ч. 75 — перелётные), 41 вид пресмыкающихся (в т. ч. 12 — змеи)
Смертельно ядовитые змеи
- Bothrops asper[англ.]
- два вида коралловых змей[англ.]

Слабоядовитые и неядовитые змеи
- Обыкновенный удав
- Муссурана
- Обыкновидная ремневидная змея[англ.]
- Кольчатый кошачьеглазый уж[англ.]
- Бежука
- Mastigodryas boddaerti[англ.]
- Мексиканская остроголовая змея

Млекопитающие
- Обыкновенный капуцин
- Бурогорлый ленивец
- Мягкоиглая щетинистая крыса
- Центральноамериканский агути
- Более десятка видов летучих мышей

Птицы
- Сорокопутовая муравьеловка
- Банановый певун
- Бирюзовая танагра-медосос
- Голубоногая олуша
- Американский бурый пеликан
- Великолепный фрегат
- Бурая олуша

Прочие животные
- Анолис-горгона — ящерица, находящаяся на грани исчезновения в связи с появлением на острове врага — хохлатого василиска
- Элегантный арлекин — жаба, находящаяся на грани исчезновения[3]
- Ежегодно, в июне-октябре, во время сезонных миграций у острова проходят горбатые киты.
- Myopsocus insularis, сеноед, эндемик острова[4]

## История
На острове найдены остатки поселений человека, датируемые XIII веком до нашей эры, в частности, петроглифы. В 1524 году на Горгону впервые ступила нога европейца — первооткрывателем считается испанский конкистадор Диего де Альмагро, который назвал остров Сан-Фелипе. Три года спустя на острове спасался от индейцев другой конкистадор Франсиско Писарро со своим отрядом в 13 человек. Они провели на острове семь месяцев, ожидая помощи и провизии, и за это время больше половины отряда погибло от укусов многочисленных ядовитых змей — поэтому Писарро дал острову нынешнее имя, имея в виду известную Горгону Медузу.
В 1679 году на острове более месяца прожил английский пират Бартоломью Шарп, в 1709 году на нём спасался другой пират, Роджер Вудс. Вообще, благодаря обилию пресной воды и хорошей древесины остров регулярно служил промежуточной стоянкой для кораблей, следующих из Панамы в Перу и обратно.
В 1820-х годах Симон Боливар подарил остров одному из своих военачальников, Федерико Д'Кросу, в знак его заслуг в битве у болота Варгас. К 1870 году на острове проживала небольшая община метисов, живущая рыболовством. Примерно в те годы некий Рамон Райан выкупил часть острова у наследников Д'Кроса, и вскоре на Горгоне появилась первая асьенда, которая, впрочем, просуществовала недолго, так как была уничтожена в первый же год Тысячедневной войны.
Первую половину XX века Горгона была практически не населена. В 1959 году остров был преобразован в тюрьму строгого режима, там содержались в основном убийцы и насильники. Тюрьма была организована по подобию фашистских концлагерей: заключённые спали без матрасов и подушек, санузлы представляли собой обычные дырки в полу. Побегу препятствовали многочисленные ядовитые змеи на земле и акулы в океане. Тем не менее один успешный побег из этой тюрьмы всё же был совершён. Серийный убийца Даниэль Камарго Барбоса, осуждённый на 25 лет, покинул остров 24 сентября 1984 года, соорудив маленький плот. На следующий день он причалил к континенту, при этом поначалу власти Колумбии объявили, что Камарго погиб в океане. Сразу взявшись «за старое», Камарго за полтора года убил и изнасиловал 71 девочку в Эквадоре, прежде чем был пойман полицией в Кито. Второй раз он был осуждён на 16 лет заключения, но был убит сокамерником в 1994 году. Сразу после побега Камарго тюрьма была закрыта, ныне её строения густо покрыты растительностью джунглей и почти не различимы.
Вскоре после этих событий остров был объявлен национальным природным парком. Его площадь (вместе с прилегающей акваторией) 619,8 км². Постоянного населения на Горгоне нет, лишь сотрудники и гости парка; построены гостиница и ресторан, максимальное единовременное нахождение на острове более чем 70 гостей пока невозможно, строится ещё одна гостиница на 50 постояльцев. Запрещены «дикие» кемпинги, из-за змей нельзя ходить без высоких сапог нигде, кроме своей комнаты и пляжа.

## Галерея

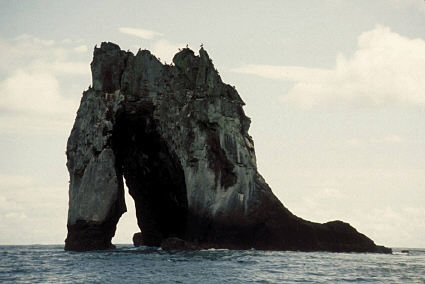
Скала Вьюдо («Вдовец»)
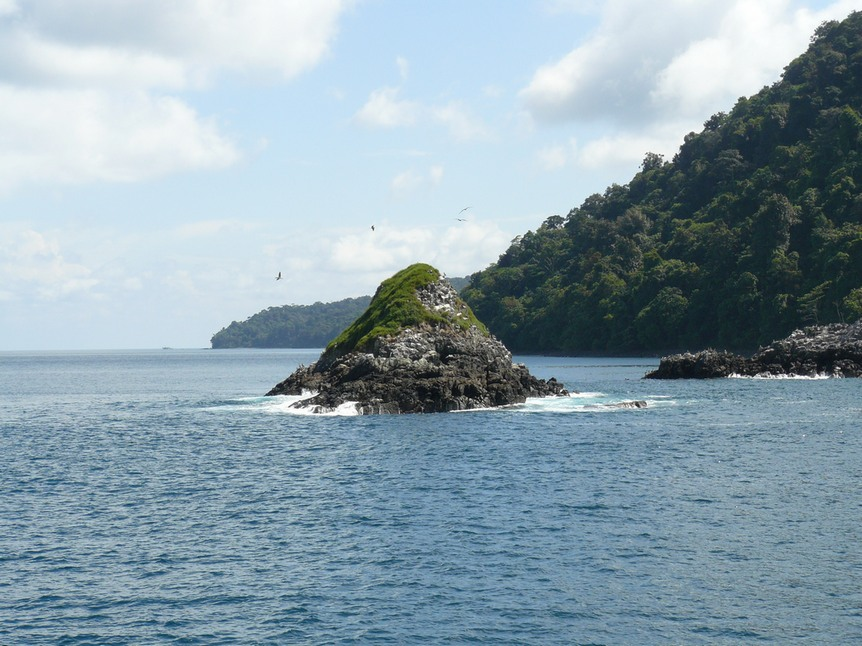
Скала Эль-Хорно
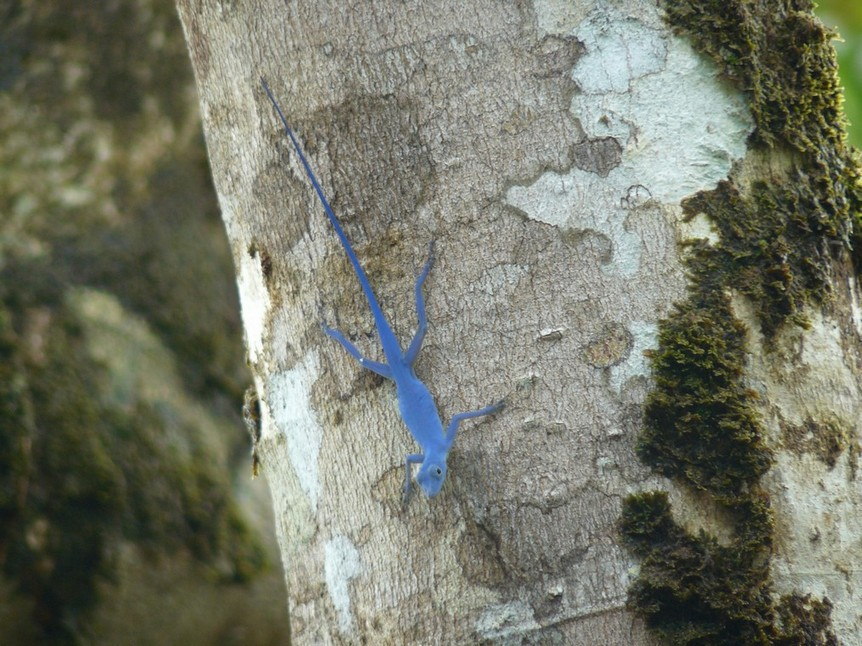
Анолис-горгона — вымирающий эндемик Горгоны
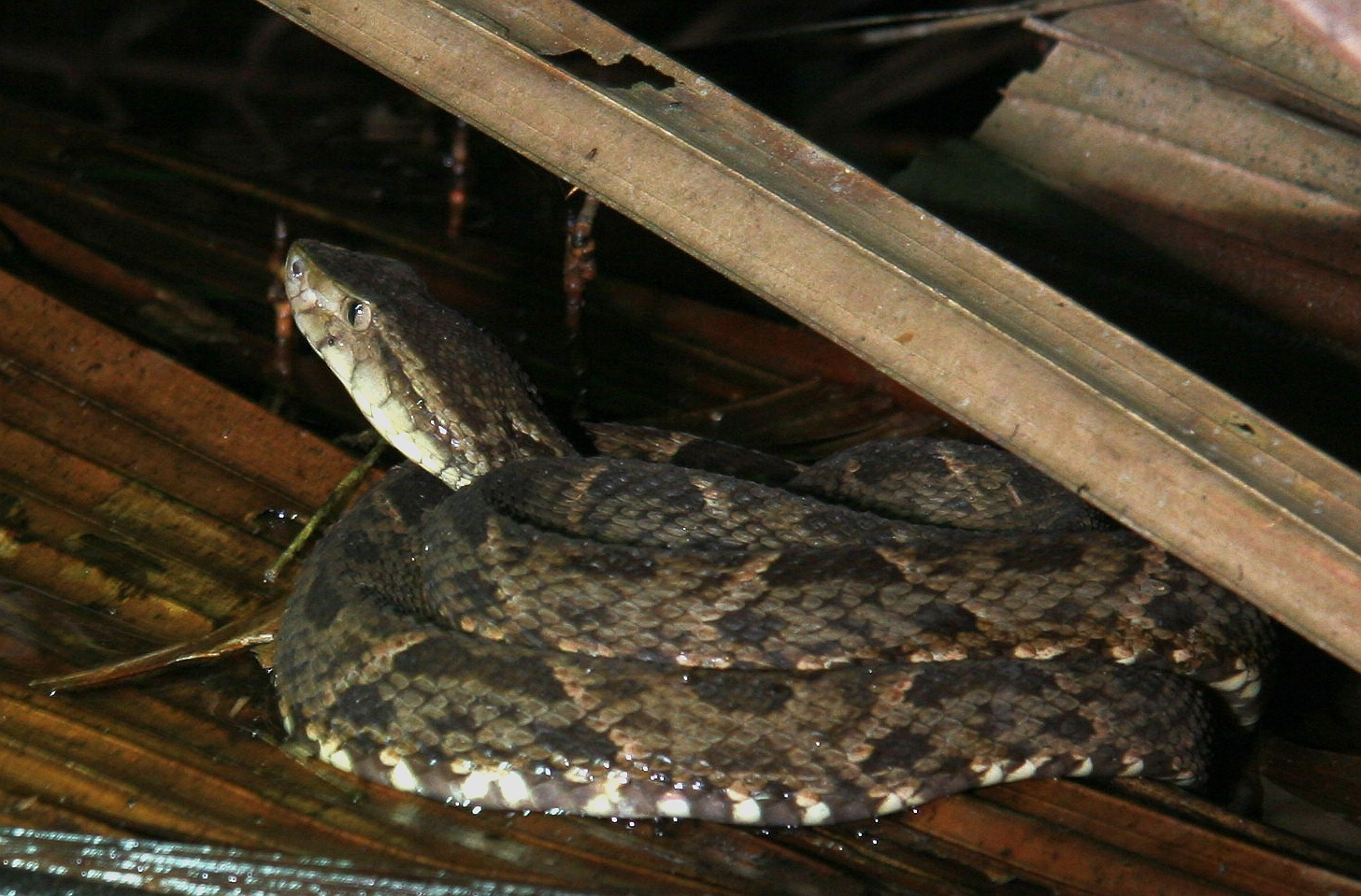
Bothrops asper[англ.] — самая опасная змея острова